# Кривова, Наталья Александровна
Ната́лья Алекса́ндровна Криво́ва (род. 27 января 1961) — советский и российский историк, доктор исторических наук, заслуженный работник культуры Российской Федерации.

## Биография
Кривова начинала трудовую деятельность сотрудником Института экономики Уральского научного центра Российской академии наук (ныне УрО РАН).
С 1990 по 1997 год работала в Государственной архивной службе, участвовала в организации выставок и публикаций архивных документов.
До 1991 работала советником в группе спичрайтеров Президента России Б. Н. Ельцина.
С 1991 года работала советником руководителя Государственной архивной службы, затем — ответственным секретарём Комиссии при президенте РФ по рассекречиванию документов КПСС.
В 1992 году защитила кандидатскую диссертацию: «Социально-политические воззрения горнозаводского населения Урала в третьей четверти XVIII века».
С 3 декабря 1998 года — референт президента РФ Б. Н. Ельцина.
В 1998 году защитила докторскую диссертацию: «Власть и русская православная церковь в 1922—1925 гг. : Политика ЦК РКП(б) по отношению к религии и церкви и её осуществление органами ГПУ-ОГПУ».
С мая 2000 года — референт президента РФ В. В. Путина.
Указом Президента РФ Д. А. Медведева от 22 мая 2008 года вновь назначена референтом президента РФ, где проработала до 2012 года.
С 2012 по 2020 год — заместитель директора департамента в Аппарате Правительства Российской Федерации, обеспечивала подготовку текстов публичных выступлений и справочно-аналитических материалов для председателя Правительства Российской Федерации.
Кривова — преподаватель, профессор кафедры государственной службы и кадровой политики в РАНХиГС.
Курирует работу музеев предприятий, входящих в Объединенную судостроительную корпорацию, проекты, связанные с историей судостроения и России, как морской державы.
Член Императорского православного палестинского общества.

## Награды
Орден «Дружбы», благодарности и почетная грамота президента Российской Федерации, благодарность правительства Российской Федерации, медаль в честь 1000-летия Казани.

## Публикации
статьи
- История общественного сознания приписного крестьянства Урала в XVIII веке // Тезисы докладов студенческой научной конференции «Духовная культура Урала». 3-5 февраля 1987 г. — Свердловск, 1987. — С. 71-72.
- Понятие книжно-рукописная традиция в современной историографии // Историография общественной мысли дореволюционного Урала: сб. науч. тр. — Свердловск: УрГУ, 1988. — С. 87-93
- Вопросы материально-бытового положения и культуры приписного крестьянства Урала XVIII в. в историографии // Крестьянство Урала в эпоху феодализма: сб. науч. тр. — Свердловск: УрО АН СССР, 1988. — С. 129—137
- Источники по истории общественно-политической мысли трудящихся Урала XVIII в. // Культура и быт дореволюционного Урала: сб. науч. тр. — Свердловск: УрГУ, 1989. — С. 78-80.
- Религии и церкви в СССР. Статистический отчет Совета по делам религий при Совете Министров СССР за 1984 г. // Исторический архив. 1993. — № 1. — С. 137—144; № 2. — С. 90-126. (соавторы: Сигачев Ю. В., Чернобаев А. А.)
- Сопротивление против изъятия церковных ценностей в 1922 году // Ежегодная Богословская Конференция Православного Богословского Института: Материалы 1992—1996 гг. — М., 1996. — С. 365—372.
- КПСС и Русская православная церковь // Новые документы по новейшей истории. Хрестоматия для учащихся 10-11 классов. Составитель академик РАН Г. Н. Севостьянов. — М.: Просвещение, 1996.
- Историография проблемы взаимоотношений власти и церкви в 1922—1925 гг. // «Махаон». 1999. — № 1.

Книги
- Власть и церковь в 1922—1925 гг. : Политбюро и ГПУ в борьбе за церков. ценности и полит. подчинение духовенства / Н. А. Кривова; Предисл. Р. Г. Пихоя; [Ассоц. исследователей рос. о-ва XX в.]. — М. : АИРО-XX, 1997. — 247 с. — (Серия «Первая монография»). — ISBN 5-88735-036-9 : Б. ц.

В качестве редактора и составителя
- Следственное дело Патриарха Тихона : Сб. док. по материалам Центр. архива ФСБ РФ. — М. : Правосл. Св.-Тихон. Богосл. ин-т, 2000. — 1015 с. — (Материалы по новейшей истории Русской Православной церкви / Правосл. Св.-Тихон. Богосл. ин-т; Ред. кол.: Протоиерей Владимир Воробьев (гл. ред. и др.). — Отв. сост. Н. А. Кривова. ISBN 5-88451-086-1
- Письма Патриарха Алексия I в Совет по делам Русской православной церкви при Совете народных комиссаров — Совете Министров СССР, 1945—1970 гг. : в 2 т. / М-во культуры и массовых коммуникаций Российской Федерации, Федеральное архивное агентство, Гос. архив Российской Федерации; под ред. Н. А. Кривовой; отв. сост. Ю. Г. Орлова; сост.: О. В. Лавинская, К. Г. Ляшенко. — Москва : РОССПЭН, 2009—2010. — 25 см. — (Серия «Публикации»).

1. Т. 1: 1945—1953 гг.. — 2009. — 847 с. : табл.; ISBN 978-5-8243-1259-1 (в пер.)
2. Т. 2: 1954—1970 гг.. — 2010. — 671 с. : табл.; ISBN 978-5-8243-1389-5